# Nagrody Britney Spears
Wykaz nagród otrzymanych przez Britney Spears.

## Billboard Awards
- 1999 - Female Artist of the Year (08.12.1999)
- 1999 - New Artist of the Year (08.12.1999)
- 1999 - Album Artist of 1999'
- 1999 - Female Hot 100 Artist of 1999'
- 1999 - Entertainer Of The Year'
- 2000 - Album Artist of the Year for "Oops! I Did It Again"
- 2004 - Hot Dance sales single of the year for "Me Against The Music" featuring Madonna
- 2004 - Best-Selling Dance Single of the Year "Me Against the Music"
- 2009 - Best Album

## American Music Awards
- 2000 - Best New Artist (17.01.2000)
- 2000 - Favorite Pop/Rock Album'
- 2000 - Favorite Female Pop/Rock Artist'

## Teen Choice Awards
- 1999 - Choice Music Single "Baby One More Time"
- 2000 - Choice Hottie Female & Choice Female Artist (06.08.2000)
- 2001 - Chice Female Artist (12.08.2001)
- 2002 - Choice Hottie Female & Choice Female Artist
- 2004 - Choice Music Single "Toxic"
- 2009 - Ultimate Choice Award (za całokształt twórczości)

## Grammy Awards
- 2005 - Best Dance Recording - "Toxic"

## Nickelodeon Kids' Choice Awards
- 2000 - Favorite Female Singer
- 2001 - Favorite Female Singer
- 2002 - Neil Bogar Memorial Fund (04.11.2002)

## People's Choice Awards
- 2014 - Favourite pop artist
- 2016 - Favorite Social Media Celebrity
- 2017 - Favourite pop artist
- 2017 - Favourite Female artist
- 2017 - Favorite Social Media Celebrity

## MTV TRL Awards
- 2003 - First Lady of TRL (17.02.2003)
- 2004 - Gridlock Award
- 2004 - Biggest News Story'

## MTV Video Music Awards
- 2008 - Best Pop Video (Piece of Me)
- 2008 - Best Female Video (Piece of Me)
- 2008 - Video of the Year (Piece of Me)
- 2009 - Best Pop Video (Womanizer)
- 2011 - Best Pop Video (Till The World Ends)
- 2011 - Vanguard Award

## MTV Video Music Brazil Awards
- 2009 - International Artist of the Year (Międzynarodowy Artysta Roku)

## MTV Australia Awards
- 2009 - Best Choreography Circus

## Fox Teen Choice Awards
- 1999 - Single of the Year (...Baby One More Time) (03.09.1999)
- 1999 - Breakout Artist of the Year (03.09.1999)

## Hollywood Reporter
- 1999 - Best female Artist
- 1999 - New Artist of 1999

## Austria - Rennbahn Express
- 1999 - Best New Artist

## Kanada - Much Music Awards
- 1999 - Best International Artist

## Europa
- Most Fanciable Female
- Best Dancer
- Best Female Hair

## MTV Europe Music Awards
- 1999 - Best Female Artist (11.11.1999)
- 1999 - Best Breakthrough Artist (11.11.1999)
- 1999 - Best Pop Artist (11.11.1999)
- 1999 - Best Pop Single - "Baby One More Time" (11.11.1999)
- 2004 - Female Artist of the Year
- 2008 - Best Act of 2008
- 2008 - Album of the Year (Blackout)

## MTV Video Music Awards Latino Américan
- 2004 - Best International Singer
- 2004 - Best Single

## NRJ Music Awards
- 2009 - International Female Artist of the Year
- 2009 - Music Video of the Year

## Francja - M6 / Mellier Premier Clip
- 1999 - (...Baby One More Time)

## Niemcy - Popcorn Awards
- 1999 - Best Female Singer

## Bravo Gold Awards
- 1999 - Best International Female Vocalist

## Golden Bravo Otto Awards
- 1999 - Best Liked Artist of 1999
- Bravo Supershow Awards
- 2000 - Best Female Artist

## Holandia - TMF Awards
- 1999 - Best Newcomer

## Hiszpania - Premios Amigos
- 1999 - Best International Artist

## Szwecja - Rockbear Award from Aftonbladett
- 1999 - Best New Artist

## Anglia - Smash Hits Poll Winners
- 1999 - Best Female Solo Artist, Best Dressed Female (05.12.1999)
- 2000 - Best Female Haircut(10.12.2000)'
- 2000 - Best Dancer In Pop Music'
- 2000 - Most Fanciable Female'
- 2001 - Best Female'

## MTV Asia Awards
- 2002 - Best International Female Artist (04.02.2002)

## MTV Rusia Awards
- 2004 - Best International Singer

## Capital London Awards
- 2000 - London's Favorite International Female

## Echo Awards
- 1999 - Best International Female Artist'
- 2001 - Best Female (15.03.2001)'

## Music Week
- 1999 - Highest selling singles artist in the UK

## Pepsi Awards
- 2001 - Peoples Choice Best Female

## AOL Awards
- 1999 - Best New Artist'

## World Music Awards
- 2001 - World's Best-selling Pop Female Artist (02.05.2001)'
- 2001 - World's Best-selling Dance Female Artist (02.05.2001)'

## VH1 Awards
- 2001 - Best Bellybutton Appearance (02.12.2001)'

## Premios Mixup
- 2001 - Artista Femenina Favorita

## Rolling Stone Magazine Awards
- 2001 - Artist of the year'
- 2002 - Best Dressed Female'
- 2002 - Best Female Artist '
- 2004 - Best Video of 2004 "My Prerogative"
- 2009 - Song of the Decade "Toxic"
- 2009 - Album Of The Decade "Blackout"

## J-14 Awards
- 2001 - Mejor Tatuaje (04.06.2001)
- 2001 - Mejor Piercing (04.06.2001)

## Emmy Awards
- 2002 - Best Direction (Live From Las Vegas) (15.09.2002)
- 2004 - Outstanding Achievement (In The Zone And Out All Night)

## Japan Gold Disc Award
- 2003 - Best Video - "Not A Girl, Not Yet A Woman" (04.04.2003)'

## Glamour Magazine
- 2003 - Woman Of The Year

## TC Awards
- 2004 - Best Single';)

## FiFi ( The Fragrance Fundations)
- 2005 - Consumer’s Choice Award (CosmoGirl! Magazine)
- Women’s Winner: curious Britney Spears™ - Elizabeth Arden

## Polska - Fryderyk Music Awards
- 2010 - International Digital Song Of The Year "Womanizer"